# Паль Йонссон
Паль Йонссон (др.-сканд. Páll Jónsson; 1155 — 29 ноября 1211) — исландский католический священник. Епископ Скаульхольта с 1195 по 1211 год, племянник и преемник святого Торлака Торхалльссона.

## Биография
Согласно «Саге о Стурлунгах» Паль — незаконнорожденный сын могущественного годи и диакона Йона сына Лофта (Йон Лоптссон, Jón Loftsson; 1124—1197), главы клана из Одди — Оддаверьяры и Рагнхейд (др.-сканд. Ragnheiðr), сестры Торлака Торхалльссона, а его прадедом был Сэмунд Мудрый.
Паль был одним из самых образованных людей своего времени и вырос в одном доме со скальдом Снорри Стурлусоном, воспитанником Йона Лоптссона.
Торлак был епископом Скаульхольта с 1178 года до смерти в 1193 году. Отец Паля, Йон Лоптссон поначалу поддерживал епископа, а затем стал его главным противником. По поручению архиепископа епископ Торлак попытался взять под свой контроль церковную собственность. Йон Лоптссон сохранил за собой права на построенную им церковь, по его примеру другие землевладельцы стали отказывать епископу и его попытка не увенчалась успехом.
Паль сын Йона был годи (хёвдингом) и диаконом, священником в Скарде. После смерти Торлака годи в альтинге избрали Паля Йонссона епископом. Паль отправился к королю Норвегии Сверриру Сигурдссону, который принял его как друга. Рукоположен во епископа Лундским архиепископом Абсалоном в 1195 году.
После смерти Йона Лоптссона в ноябре 1197 года, мощи Торлака были перенесены в 1198 году в Скаульхольтский собор.
Паль Йонссон занимал кафедру Скаульхольта до смерти в 1211 году.
Жизнеописание епископа «Сага о епископе Пале» (Páls saga biskups) относится к сагам о епископах.

## Личная жизнь
Жена — Хердис дочь Кетиля (Herdís Ketilsdóttir), дочь священника. У пары было четверо детей. 17 мая 1207 года Хердис Кетильсдоуттир утонула вместе с дочерью Халлой (Halla) в реке Тьоурсау.
Стурла Тордарсон в «Саге об исландцах» сообщает:
На Западном Перевале проживал Лофт, сын епископа Паля, на редкость красивый муж, обещавший вырасти в хёвдинга. Младшего сына епископа звали Кетиль; в народе его больше любили.

Торвальд сын Гицура говаривал, что с сыновьями епископа дело обстоит по-разному: Кетиль, по его словам, хочет людям только добра, а вот Лофт, мол, ни о ком даже доброго слова не скажет.

## Каменный гроб

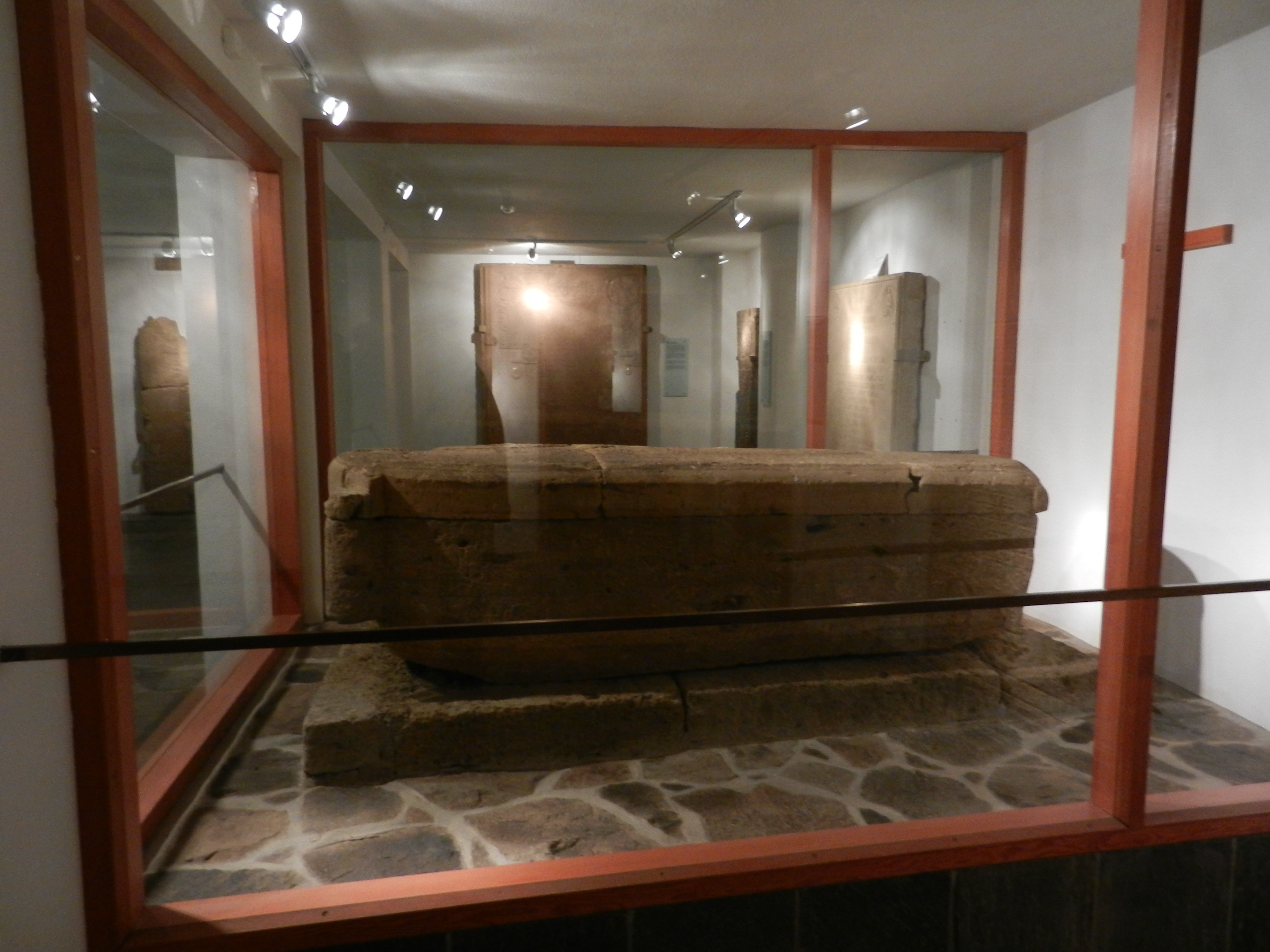
Каменный гроб епископа Паля Йонссона в подвале Скаульхольтский собор

Епископ Паль приказал изготовить большой каменный гроб, в который его положили после смерти.
Этот гроб найден в 1954 году во время раскопок в Скаульхольте в 1952–1958 годах, которыми с 1954 года руководил Кристьяун Эльдьяудн (1916—1982), будущий президент Исландии. Раскопки проводились перед строительством нового Скаульхольтского собора, заложенного в 1956 году.
Гроб епископа Паля хорошо сохранился, за исключением того, что крышка раскололась на три части. Гроб вскрыт сразу после обнаружения. В гробу обнаружены кости Паля и резной епископский посох, сделанный из моржового клыка. Епископский посох хранится в Национальном музее Исландии в Рейкьявике. Кости епископа Паля положили в небольшой деревянный гроб, который поместили внутри найденного каменного гроба. Каменный гроб поместили в подвале Скаульхольтского собора.
Масса гроба около 800 кг и высечен он из пород холма Вёрдюфедль.
В 2023 году гроб снова был вскрыт, а кости епископа Паля перенесены в лабораторию Национального музея в Хабнарфьордюре для изучения ДНК под руководством куратора музея Джо Уоллеса Уолсера (Joe W. Walser III).